# Disco 3
Disco 3 è il terzo album di remix del gruppo musicale britannico Pet Shop Boys, pubblicato il 3 febbraio 2003 dalla Parlophone.

## Descrizione
Contiene cinque remix di brani originariamente pubblicati nell'album in studio Release e cinque brani inediti, tra cui la versione definitiva di Positive Role Model (incluso dal gruppo già nel loro musical del 2001 Closer to Heaven e nel singolo London), e la loro versione del popolare brano Try It, scritto e prodotto da Bobby Orlando nei primi anni ottanta per gli Oh Romeo.
Come ultima nota, i brani If Looks Could Kill (scritto e composto dal duo nel 1983) e Try It debuttarono durante una trasmissione radiofonica del 2002 al John Peel Session, assieme ad un brano inedito, che fu ufficialmente pubblicato 8 anni dopo, intitolato A Powerful Friend.

## Accoglienza
Fortemente positivi sono stati i giudizi emessi su Disco 3. Con 9/10 Release Magazine commenta che, con i suoi brani, Disco 3 "funziona ... cattura la loro grandezza ... è cool ... impressiona fortemente. Ottimo per ballare e per festeggiare!" Anche NME promuove Disco 3 con 9/10. Definendolo "il miglior album del duo degli ultimi 10 anni" il critico Peter Robinson commenta che "riporta alla mente i migliori momenti del duo". Anche Drowned in Sound assegna un giudizio molto positivo, 8/10, all'album. "Si tratta della loro tredicesima pubblicazione. E non suona per nulla sfibrato o stanco di come gli album di molti artisti, arrivati a tale cifra, suonano" commenta Mark Reed, il quale aggiunge "Disco 3 suona benissimo, retro ma non in modo da farti avere una forte nostalgia. Il suo retro è per noi una visione dal futuro". Playlouder premia l'album con 4 stelle su 5 mentre AllMusic assegna 3 stelle su 5 commentando che "è essenziale per i cultori della scena dance e club" e descrive il remix di Home and Dry e la canzone Try it (I'm In Love With A Married Man) come gli splendori del disco. Classificato come "misto", il critico musicale di CANOE Jane Stevenson commenta che Disco 3 è una "collezione dance dei brani più dance che sono stati composti, registrati e remixati in Release da parte del veterano duo britannico". Le punte di diamante sono Positive Role Model e Somebody Else's Business.

## Tracce
1. Time on My Hands – 3:53
2. Positive Role Model – 4:02
3. Try It (I'm in Love with a Married Man) – 4:47
4. London (Thee Radikal Blaklite Edit) – 5:44
5. Somebody Else's Business – 3:28
6. Here (PSB New Extended Mix) – 6:13
7. If Looks Could Kill – 4:11
8. Sexy Northerner (Superchumbo Mix) – 8:36
9. Home and Dry (Blank & Jones Remix) – 6:36
10. London (Genuine Piano Mix) – 4:16

## Classifiche
| Classifica (2003)                            | Posizione massima |
| -------------------------------------------- | ----------------- |
| Danimarca                                    | 24                |
| Germania                                     | 33                |
| Regno Unito                                  | 36                |
| Stati Uniti                                  | 188               |
| Stati Uniti Billboard Electronic Chart       | 1                 |
| Stati Uniti Billboard Dance/Electronic album | 1                 |
| Svezia                                       | 43                |